# Vincent Vosse

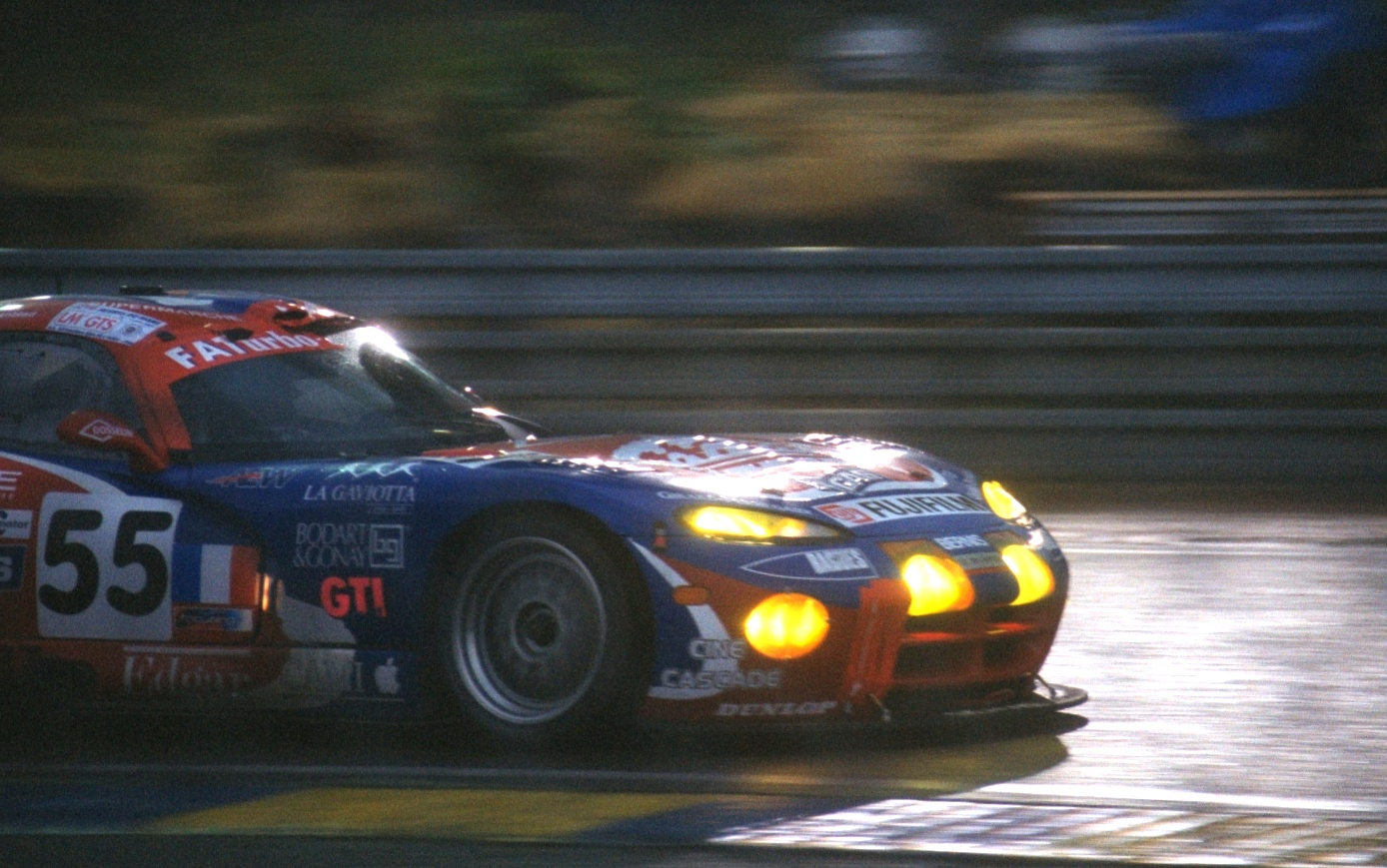
Sonnenstrahlen im Dauerregen, Le Mans 2001

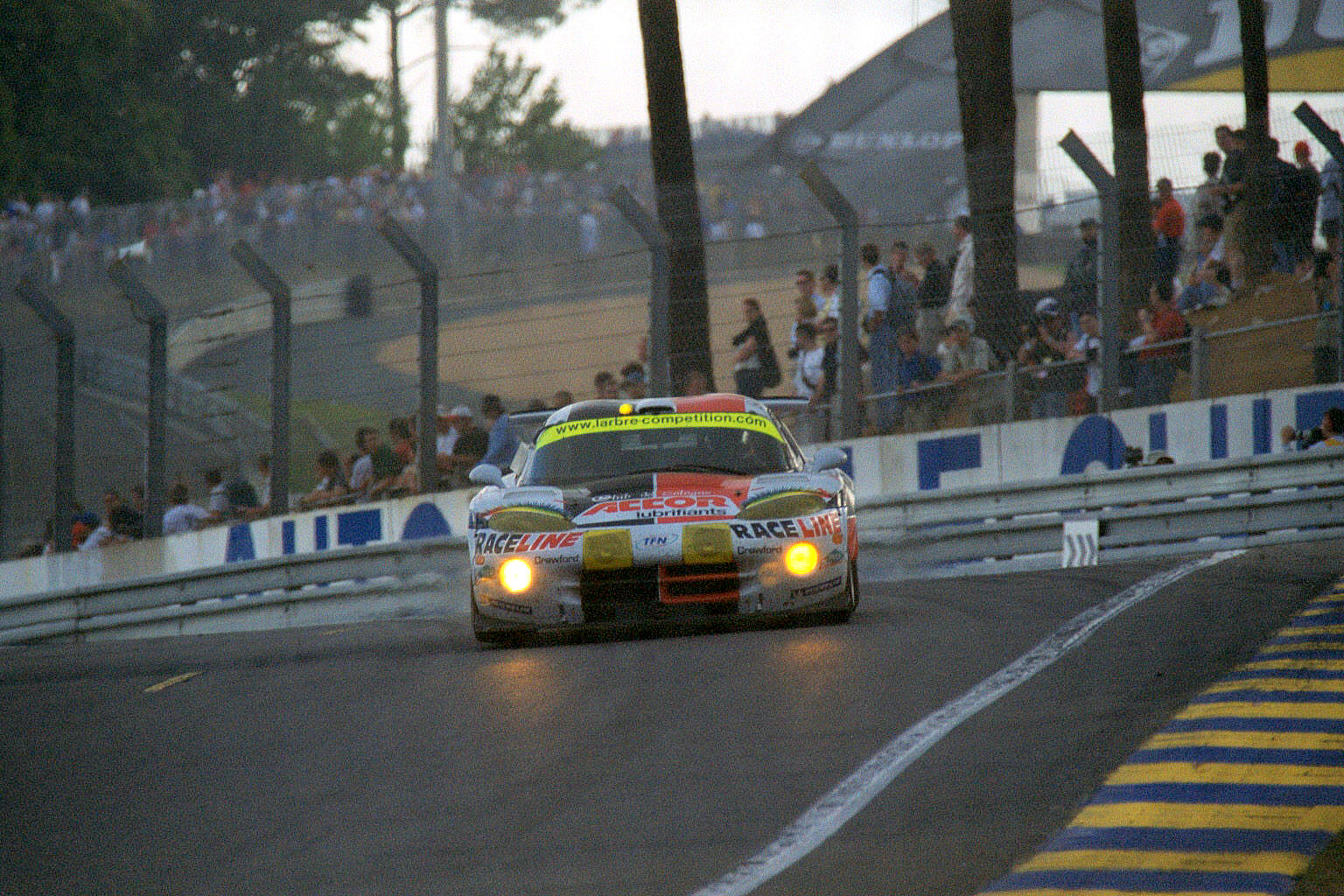
Der von Vincent Vosse beim 24-Stunden-Rennen von Le Mans 2002 gefahrene Chrysler Viper GTS-R

Vincent Vosse (* 5. Januar 1972 in Verviers) ist ein ehemaliger belgischer Automobilrennfahrer und Motorsport-Teambesitzer.

## Karriere
Vincent Vosses erste Schritte im Motorsport fanden in der Formel Ford statt. In dieser kleinsten internationalen Monoposto-Formel wurde er 1992, knapp 20 Jahre alt, Dritter in der Meisterschaft der Beneluxstaaten. Für viele Fahrer ist das Formel-Ford-Festival, das jedes Jahr auf der britischen Rennstrecke von Brands Hatch ausgefahren wird, ein wichtiger Einstieg in den internationalen Motorsport. 1994 erreichte Vosse dort den dritten Gesamtrang und eine Karriere im Monopostosport schien möglich. Aber wie so vielen talentierten jungen Fahrern fehlte es an notwendigem Sponsorgeld.
Vosse versuchte daher einen Umweg über die Sport- und Tourenwagenszene. Er bestritt 1995 auf einem Dallara F396 zwar drei Rennen in der deutschen Formel-3-Meisterschaft, aber mit dem Engagement in der belgischen Procar-Serie für Tourenwagen war die Monopostokarriere vorzeitig zu Ende.  Mit Ausflügen in die FIA-GT-Meisterschaft fuhr er bis 2000 in dieser Serie. 1999 gab er sein Debüt beim 24-Stunden-Rennen von Le Mans und bestritt in der Folge eine Vielzahl an Sport- und Langstreckenrennen in Europa und den Vereinigten Staaten von Amerika.
Seine größten Erfolge waren der Gesamtsieg beim 24-Stunden-Rennen von Spa-Francorchamps 2002 und beim 24-Stunden-Rennen von Sizilien 2001, einem Langstreckenrennen, das auf dem Rundkurs von Enna-Pergusa ausgefahren wurde, und der Gesamtsieg in der GT1-Wertung der Le Mans Series 2006.
2009 gründete Vosse mit Partnern das belgische W Racing Team, welches im GT- und Sportwagensport aktiv ist.

## Statistik

### Le-Mans-Ergebnisse
| Jahr | Team                  | Fahrzeug                  | Teamkollege       | Teamkollege          | Platzierung | Ausfallgrund |
| ---- | --------------------- | ------------------------- | ----------------- | -------------------- | ----------- | ------------ |
| 1999 | Roock Racing          | Porsche 911 GT2           | Claudia Hürtgen   | André Ahrlé          | Rang 20     |              |
| 2001 | Paul Belmondo Racing  | Chrysler Viper GTS-R      | Carl Rosenblad    | Vanina Ickx          | Ausfall     | Unfall       |
| 2002 | Larbre Compétition    | Chrysler Viper GTS-R      | Patrice Goueslard | Christophe Bouchut   | Rang 18     |              |
| 2005 | Larbre Compétition    | Ferrari 550 GTS Maranello | Patrice Goueslard | Olivier Dupard       | Rang 12     |              |
| 2007 | Luc Alphand Aventures | Chevrolet Corvette C5-R   | Didier André      | Jean-Luc Blanchemain | Rang 24     |              |

### Sebring-Ergebnisse
| Jahr | Team                       | Fahrzeug             | Teamkollege        | Platzierung | Ausfallgrund |
| ---- | -------------------------- | -------------------- | ------------------ | ----------- | ------------ |
| 2002 | Larbre Compétition Chereau | Chrysler Viper GTS-R | Christophe Bouchut | Rang 11     |              |